# Supreme (singolo)
Supreme è una canzone di Robbie Williams pubblicata nel 2000 come terzo singolo estratto dal terzo album Sing When You're Winning, ed utilizza la base musicale del popolare brano di Gloria Gaynor I Will Survive. La parte strumentale del brano invece viene dalla colonna sonora del film di José Giovanni Ultimo domicilio conosciuto, scritta dal compositore francese François de Roubaix.

## Il video
Il video di Supreme intitolato Gentleman Racers così come si vede nella schermata iniziale, è un tributo al pilota di formula 1 britannico Jackie Stewart. Williams interpreta il personaggio inventato di "Bob Williams", un suo rivale. Bob è in lotta con Stewart per il campionato mondiale del 1970. Dopo aver fatto una grande stagione, Williams manda a fuoco la sua macchina. Riesce miracolosamente ad uscire vivo, come si evince dal giornale. Il giorno dell'ultima gara Williams ha un attacco di dissenteria, e il suo agente, pensando Bob fosse uscito, chiude la porta della roulotte a chiave. Williams non parteciperà alla gara e Stewart vincerà il mondiale. Alla fine, Stewart è diventato tre volte campione del mondo, mentre Williams un celebre musicista. Il video include materiale di repertorio di Stewart con Williams inserito digitalmente in alcune scene. Il video fa largo uso della tecnica split screen, come si vedeva nei film degli anni '60 e '70. Sempre ripreso dallo stile cinematografico di quegli anni è anche l'idea di inserire titoli di giornali finti per aiutare il narrare della storia. Il tema musicale comprende anche un inciso di Gonna Fly Now di Bill Conti tratto dalla colonna sonora di Rocky.

## Tracce
UK CD1
1. Supreme - 4:17
2. Don't Do Love - 4:56
3. Come Take Me Over - 4:13

UK CD2
1. Supreme - 4:17
2. United - 5:56
3. Supreme [Live at the Manchester Arena] - 4:20
4. Supreme [Live at the Manchester Arena - Enhanced Video]

French CD
1. Supreme - 4:17
2. Supreme [French Version] - 4:16
3. Supreme [French Radio Mix]- ?:??

Australian CD1
1. Supreme - 4:17
2. United - 5:56
3. Supreme [Live at the Manchester Arena] - 4:20
4. Don't Do Love - 4:56
5. Come Take Me Over - 4:13

Australian CD2
1. Supreme - 4:17
2. Kids featuring Kylie Minogue - 4:44
3. Rock DJ - 4:17

## Classifiche
| Classifica (2000/01) | Posizione massima |
| -------------------- | ----------------- |
| Australia            | 14                |
| Austria              | 3                 |
| Belgio (Fiandre)     | 29                |
| Belgio (Vallonia)    | 4                 |
| Europa               | 7                 |
| Finlandia            | 16                |
| Francia              | 12                |
| Germania             | 14                |
| Irlanda              | 10                |
| Italia               | 4                 |
| Norvegia             | 11                |
| Nuova Zelanda        | 3                 |
| Paesi Bassi          | 16                |
| Regno Unito          | 4                 |
| Svezia               | 14                |
| Svizzera             | 4                 |